# حجم توزیع
حجم توزیع (به انگلیسی: Volume Distribution)که به صورت[VD]نشان داده می‌شود، فضایی است که در آن دارو توزیع می‌شود. حجم توزیع یک ارتباط پیچیده بین حلالیت در آب و چربی، اتصال دارو به پلاسما و پروتئین‌های بافتی و سیستم‌های انتقال فعال است. حجم توزیع می‌تواند برای تخمین دوز بارگیری به منظور رسیدن سریع به غلظت‌های مؤثر دارو و اثرات درمانی به کار رود.